# 中國文化大學藝術學院

中國文化大學藝術學院（英語：Chinese Culture University College of Arts），是中國文化大學十三學院之一，創立於1980年，前身為中國文化研究所藝術學門，1980年升格獨立學院，初期設有美術、戲劇、音樂系三學系，後增加中國音樂、中國戲劇及舞蹈學系共六個學系。

## 沿革
- 1962年：中國文化研究所創立，設置藝術學門，為藝術學院之前身。
- 1963年：創立美術學系、音樂學系、戲劇學系。
- 1964年：首創五年制舞蹈科。美術學系設置國畫組、西畫組與設計組。
- 1967年：藝術學門改制為藝術研究所。
- 1969年：創立中國音樂學系。
- 1971年：戲劇學系分設中國戲劇組、影劇組。
- 1976年：體育學系分設體育組、舞蹈組。
- 1980年：母體學校改名中國文化大學，設置藝術學院。
- 1982年：原中國文化大學理學院體育學系舞蹈組獨立為舞蹈學系，並改隸藝術學院。
- 1992年：音樂學系分拆為西洋音樂學系與中國音樂學系。
- 1999年：成立舞蹈研究所。原戲劇學系中國戲劇組獨立為中國戲劇學系。
- 2009年：西洋音樂學系改名音樂學系。同年，藝術研究所戲劇組、美術組、音樂組，分別與戲劇學系、美術學系及音樂學系系所合一為碩士班。
- 2015年：音樂學系碩士班取消分組，原音樂學系碩士班中國音樂組併入中國音樂學系為碩士班。
- 2017年：新設科技藝術碩士學位學程。

## 系所
| 藝術學院系所 College of Arts Departments | 美術學系暨碩士班     | 音樂學系暨碩士班 |
| 藝術學院系所 College of Arts Departments | 中國音樂學系         | 戲劇學系暨碩士班 |
| 藝術學院系所 College of Arts Departments | 中國戲劇學系         | 舞蹈學系暨碩士班 |
| 藝術學院系所 College of Arts Departments | 科技藝術碩士學位學程 |                  |

## 空間設備
藝術學院現有大仁館為主要院館。大義館大義劇場、曉峰紀念館等多個專業教室教學使用。
- 大仁館：主要為八角攢尖頂建築，由盧毓駿教授設計，現為藝術學院、外國語文學院所在。內設學生藝廊，供美術系學生展出作品，五樓及六樓為音樂系的琴房以及供學生演出的三葉廳。

- 大義館大義劇場:大義館2樓中心，為藝術學院戲劇學系管理使用。

- 曉峰紀念館曉峰音樂廳:位於曉峰紀念館10樓，由中國音樂學系管理使用。

- 大成館興中堂:大成館1樓中心，為校內活動與表演地點。